# Leptocolpodes
Leptocolpodes is een geslacht van kevers uit de familie van de loopkevers (Carabidae). De wetenschappelijke naam van het geslacht is voor het eerst geldig gepubliceerd in 1985 door Basilewsky.

## Soorten
Het geslacht Leptocolpodes omvat de volgende soorten:
- Leptocolpodes bispinosus (Jeannel, 1948)
- Leptocolpodes corynoscitus (Basilewsky, 1960)
- Leptocolpodes erythropus (Jeannel, 1951)
- Leptocolpodes leleupi (Basilewsky, 1950)
- Leptocolpodes leroyi (Burgeon, 1937)
- Leptocolpodes mgetae (Basilewsky, 1962)
- Leptocolpodes overlaeti (Burgeon, 1937)
- Leptocolpodes pictus (Basilewsky, 1970)
- Leptocolpodes subpictus Basilewsky, 1985
- Leptocolpodes suturifer (Csiki, 1931)
- Leptocolpodes usambaranus (Alluaud, 1915)
- Leptocolpodes velox (Peringuey, 1899)